# Rajon Auch
Der Rajon Auch (tschetschenisch Ӏовхойн кӀошт Owchojn kosht, russisch Ауховский район Auchowski rajon) war eine administrativ-territoriale Einheit innerhalb der Dagestanischen Autonomen Sozialistischen Sowjetrepublik, gegründet im Oktober 1943. Er stellte das Gebiet einer kompakten Siedlungsstruktur der tschetschenischen Auch-Bevölkerung dar.
Ende Februar 1944 wurden die Auch-Tschetschenen – gemeinsam mit den übrigen Tschetschenen und Inguschen aus der Tschetscheno-Inguschischen ASSR – nach Zentralasien deportiert. Der Rajon wurde in der Folge in Nowolakski rajon umbenannt (laut anderer Quellen aufgelöst.) Ein Teil des ehemaligen Rajons wurde dem benachbarten Kasbekowskij Rajon zugeschlagen und mit Awaren aus dem Dorf Almak neu besiedelt. Am 23. Februar 1944 wurden aus dem Rajon Auch 14,5 Tsd. Tschetschenen deportiert.
Im Jahr 1991 wurde beschlossen, den Rajon Auch in den Grenzen von 1944 wiederherzustellen, einschließlich der Dörfer Leninaul und Kalininaul. Die lakische Bevölkerung sollte in das Gebiet „Nowostroj“ nördlich von Machatschkala umgesiedelt werden, wo ein neuer Nowolakskij Rajon entstehen sollte.
Im Jahr 2017 verabschiedeten die Behörden der Republik Dagestan ein neues Programm zur Wiederherstellung des Auch Rajons, dessen Umsetzung bis 2025 vorgesehen ist. In einem Zeitraum von sieben Jahren sollten dafür 12,4 Mrd. Rubel aufgewendet werden, wobei der Großteil der Finanzierung aus dem föderalen Haushalt stammt.

## Geschichte

### Vorgeschichte

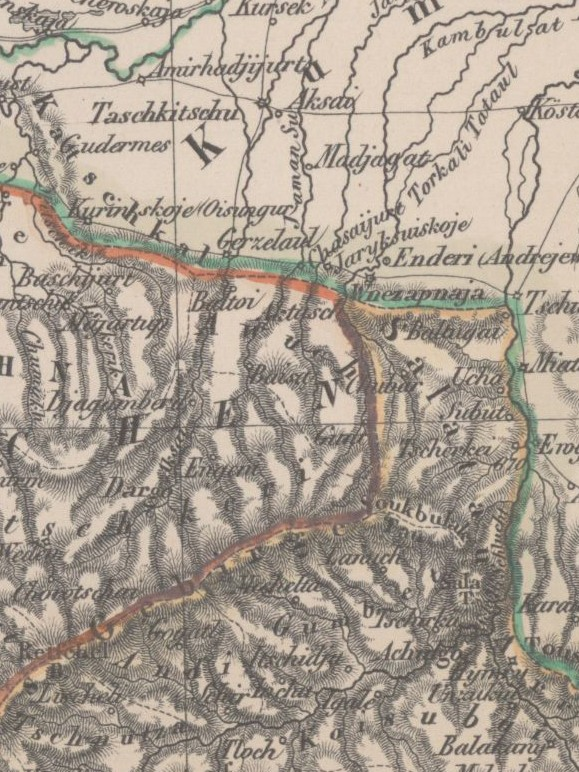
Auch auf einer deutschen Karte von 1854, Autor: Dietrich Reimer

Besiedlung des nördlichen Teils des Auch-Bezirks durch Laks im Jahr 1944 (moderne Karte von Dagestan)

In Dokumenten aus dem 16. Jahrhundert wird die Region unter dem Namen „Okotskaja Semliza“ erwähnt – ein feudales Besitztum, das zu jener Zeit von den Murzas der Familie Ischerimow beherrscht wurde. Die Hauptsiedlung war „Alt-Okoch“ (Schirtsch-Auch).
Im 19. Jahrhundert gehörte das Gebiet zum Nordkaukasischen Imamat, innerhalb dessen eine Verwaltungseinheit – das Auch-Naibat – gebildet wurde. Nach dem Ende des Kaukasuskrieges bestand in den Siedlungsgebieten der Auch-Tschetschenen für kurze Zeit eine weitere Verwaltungseinheit – der Auch-Bezirk.
Auf einer deutschen Karte aus dem Jahr 1854 befindet sich Auch im Gebiet Tschetscheniens und ist als Awuch bezeichnet.
Später wurde Auch in den neu gebildeten Chassawjurt-Bezirk des Tersker Gebiets eingegliedert, zu dem auch andere tschetschenisch-inguschische Territorien gehörten. Laut der Volkszählung von 1897 lebten im Chassawjurt-Bezirk etwa 20.000 Auch-Tschetschenen.
Durch die Eingliederung des Chassawjurt-Bezirks in Dagestan wurde die mehrtausendköpfige Auch-Bevölkerung künstlich von ihren Stammesverwandten – den übrigen Tschetschenen – getrennt, was sich nachteilig auf die weitere Entwicklung der Auch-Gemeinschaft auswirkte. Die Angliederung der Auch-Gebiete an Dagestan wurde über lange Zeit verschwiegen.
Als bekannt wurde, dass der Bezirk der Dagestanischen ASSR angeschlossen worden war, protestierten die Auch-Führer und einfache Bürger entschieden dagegen, woraufhin Verfolgungen gegen die Auch-Tschetschenen begannen. Die Repressionen betrafen zunächst Geistliche, ehemalige „Kommandeure“ und „Partisanen“, weiteten sich jedoch bald auf breite Bevölkerungskreise aus.
Im Jahr 1943 wurde unter Berücksichtigung der ethnischen Zusammensetzung der Bevölkerung im Vorgebirgsgebiet des Chassawjurt-Bezirks der Auch-Rajon gebildet. Ziel war es, die nationalen Entwicklungsbedürfnisse der Bevölkerung zu berücksichtigen, Schulen mit Unterricht in der Muttersprache zu eröffnen und eine Presse aufzubauen. Der Auch-Rajon wurde de jure zu einer administrativ-territorialen Einheit Dagestans.
„Am 1. Dezember 1943 wurde Osman Schowchalbijewitsch Baschanow zum Vorsitzenden des Exekutivkomitees des Auch-Bezirksrats der Arbeiterdeputierten ernannt“.
Nach der Deportation der Auch-Bevölkerung aufgrund des Erlasses des Präsidiums des Obersten Sowjets der RSFSR vom 7. Juni 1944 wurde der Auch-Rajon in Nowolakskij-Rajon umbenannt, und ein Teil seines Territoriums dem benachbarten Kasbek-Rajon angeschlossen. Alle Ortschaften wurden ebenfalls umbenannt, und das Verwaltungszentrum wurde vom Dorf Jarykssu-Auch ins Dorf Banai-Aul verlegt, das in Nowolakskije umbenannt wurde.

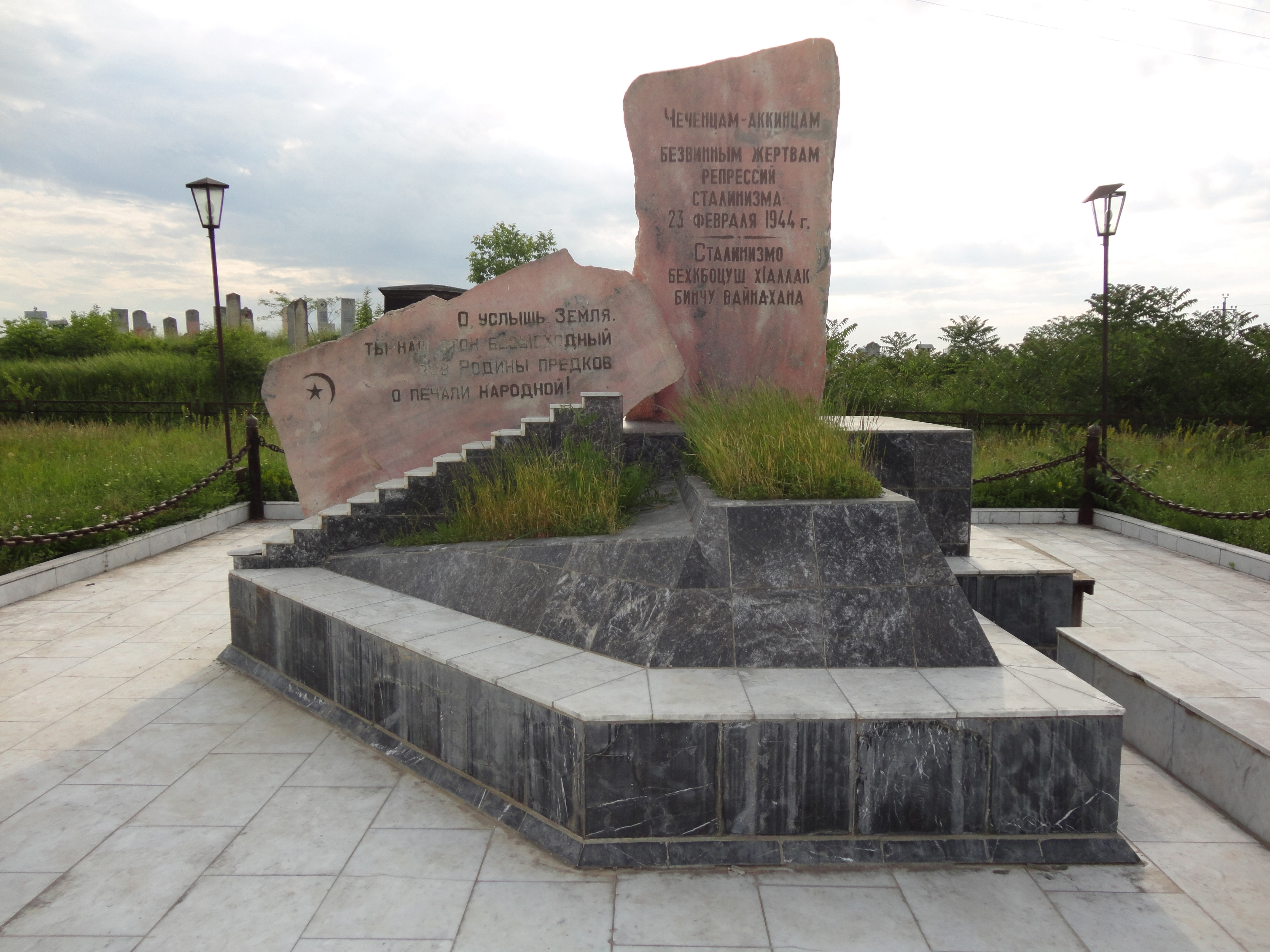
Denkmal für die Opfer des Stalinismus - die Tschetschenen-
Denkmal für die Opfer des Stalinismus - die Tschetschenen-
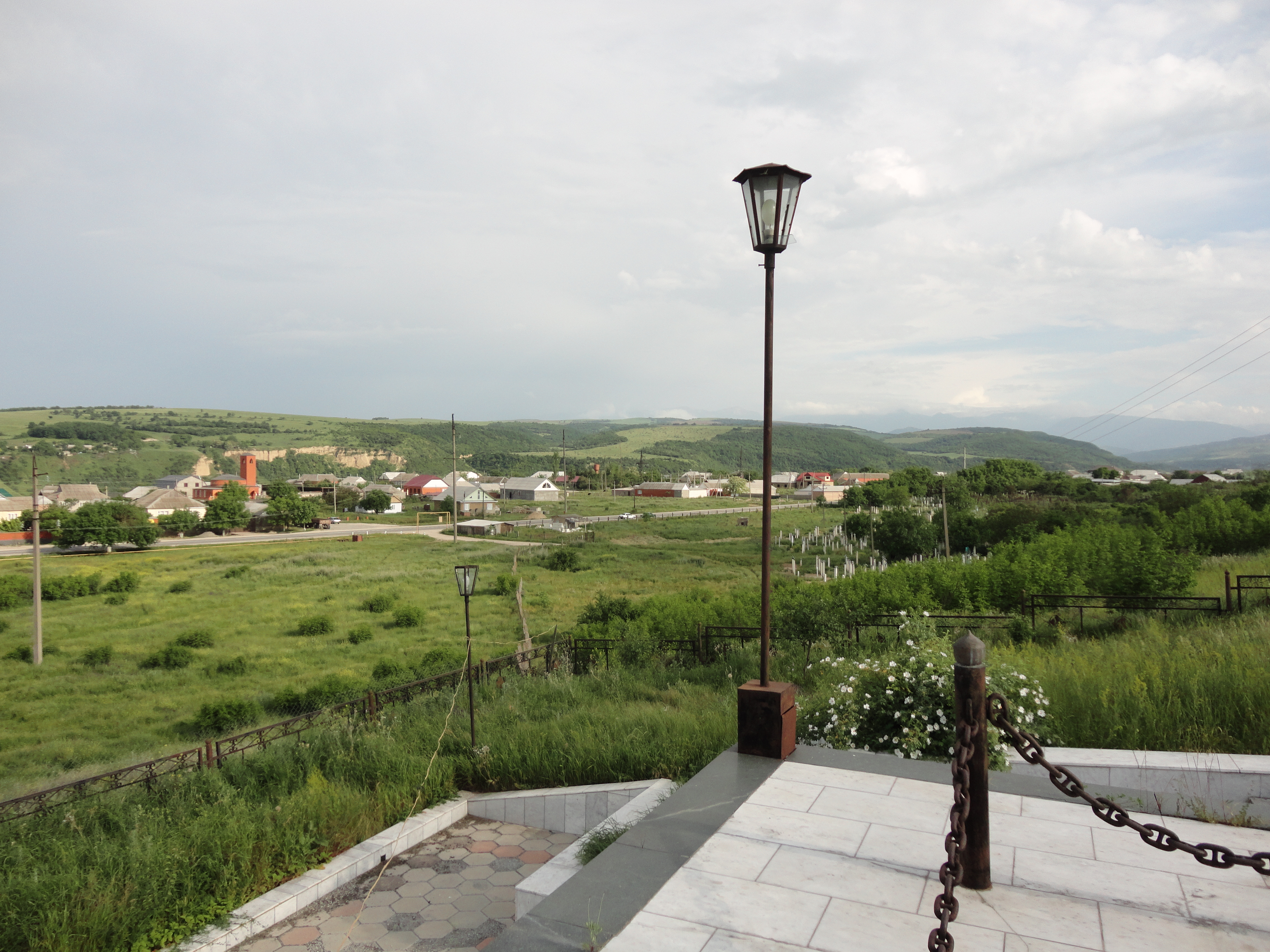
Denkmal für die Opfer des Stalinismus - die Tschetschenen-
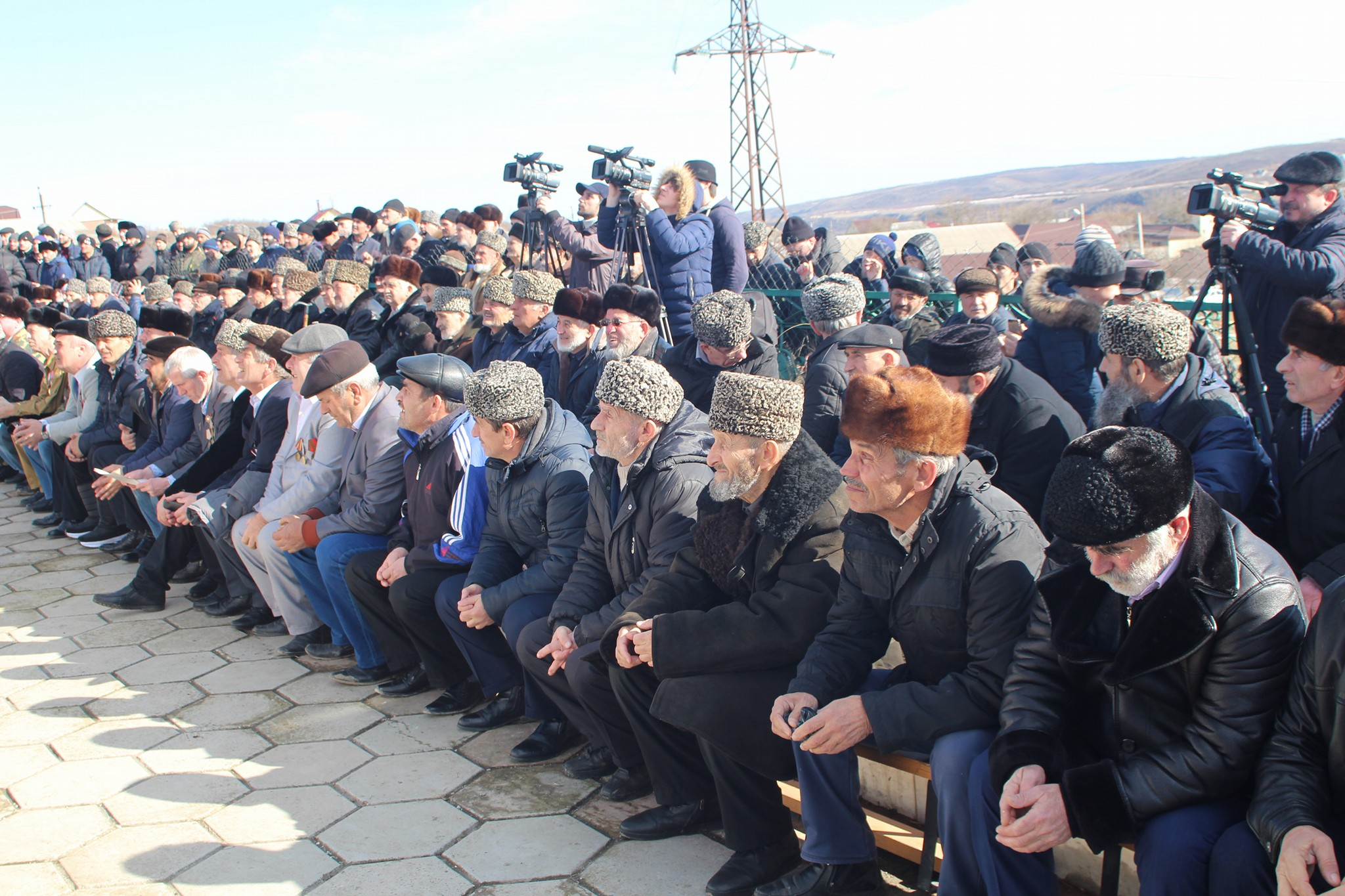
Kundgebung am 23. Februar 2017 zum Jahrestag der Deportation.

## Territoriale Struktur
| Selsowet                      | Verwaltungszentrum | Russischer Name           | Tschetschenischer Name   | Besiedelte Gebiete                       | Bevölkerung, 1939 |
| ----------------------------- | ------------------ | ------------------------- | ------------------------ | ---------------------------------------- | ----------------- |
| Aktash-Auchowski Selsowet     | Aktash-Auch        | Акташ-Аух, Пхарч-Аух      | Пхьарч-Ӏовх, Пхьарчхошка | Aktash-Auch, Bursun                      | 2519              |
| Alty-Mirsa-Jurtovski Selsowet | Alty-Mirsa-Jurt    | Алты-Мирза-Юрт, Алтмазюрт | Алтмирз-Йурт             | Alty-Mirsa-Jurt                          | 423               |
| Banai-Aulski Selsowet         | Banai-Aul          | Банай-Аух, Банай-Аул      | Бони-Ӏовх, Бони-Эвла     | Banai-Aul, Banai-Jurt, Jamanssu          | 2590              |
| Bilt-Aulsky Selsowet          | Bilt-Aul           | Билт-Аух, Билт-Аул        | Билт-Ӏовх, Билт-Эвла     | Bilt-Aul                                 | 707               |
| Kishen-Auchowski Selsowet     | Kisheni-Auch       | Кешин-Аух, Кешин-Аул      | Кешен-Ӏовх, Кешен-Эвла   | Kisheni-Auch                             | 1113              |
| Minai-Tugaisky Selsowet       | Minai-Tugai        | Минай-Тугай, Мини-Атаги   | Мини-АтагӀа              | Minai-Tugai, Zandach, Dzuri, Bartschchoi | 1105              |
| Jurt-Auchowski Selsowet       | Jurt-Auch          | Юрт-Аух, Ширча-Аух        | Ширча-Ӏовх               | Jurt-Auch                                | 1560              |
| Jarykssu-Auchowski Selsowet   | Jarykssu-Auch      | Ярыксу-Аух, Гачалка-Аух   | ГӀачалкъа                | Jarykssu-Auch                            | 2056              |